# Lättningshål

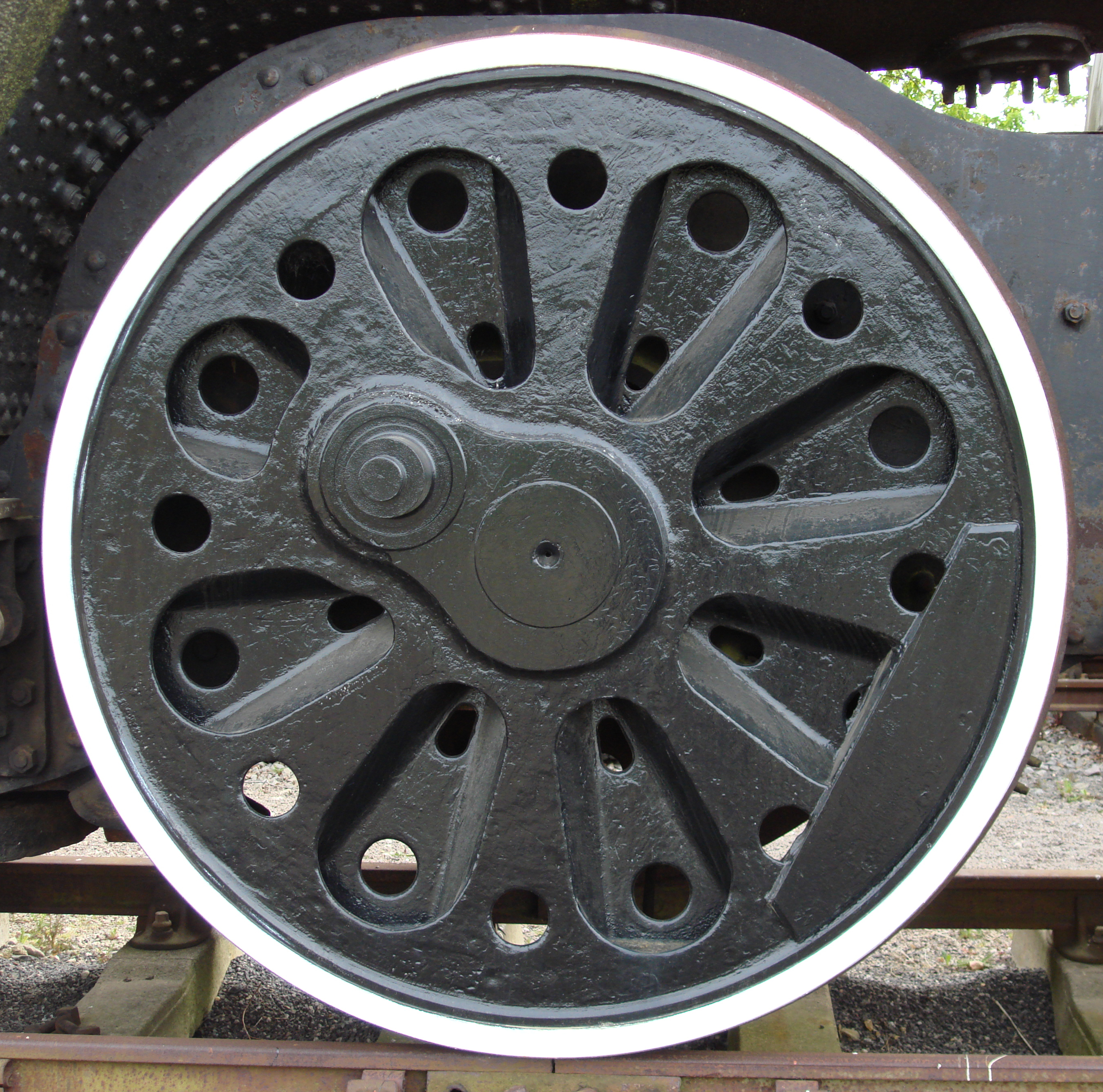
Lättningshål i ett järnvägslokomotivhjul.

Lättningshål är hål i strukturella komponenter i maskiner och byggnader som används inom olika ingenjörskonster för att göra strukturer lättare. Hålets kanter kan vara flänsade för att öka komponentens styvhet och hållfasthet.  Hålen kan vara cirkulära, triangulära, elliptiska eller rektangulära och bör ha rundade kanter. Kanterna bör dock inte ha vassa hörn för att minska risken att spänningskoncentrationer uppstår och de får inte heller vara för nära kanten på en strukturell komponent.  

## Användning

### Flygplan

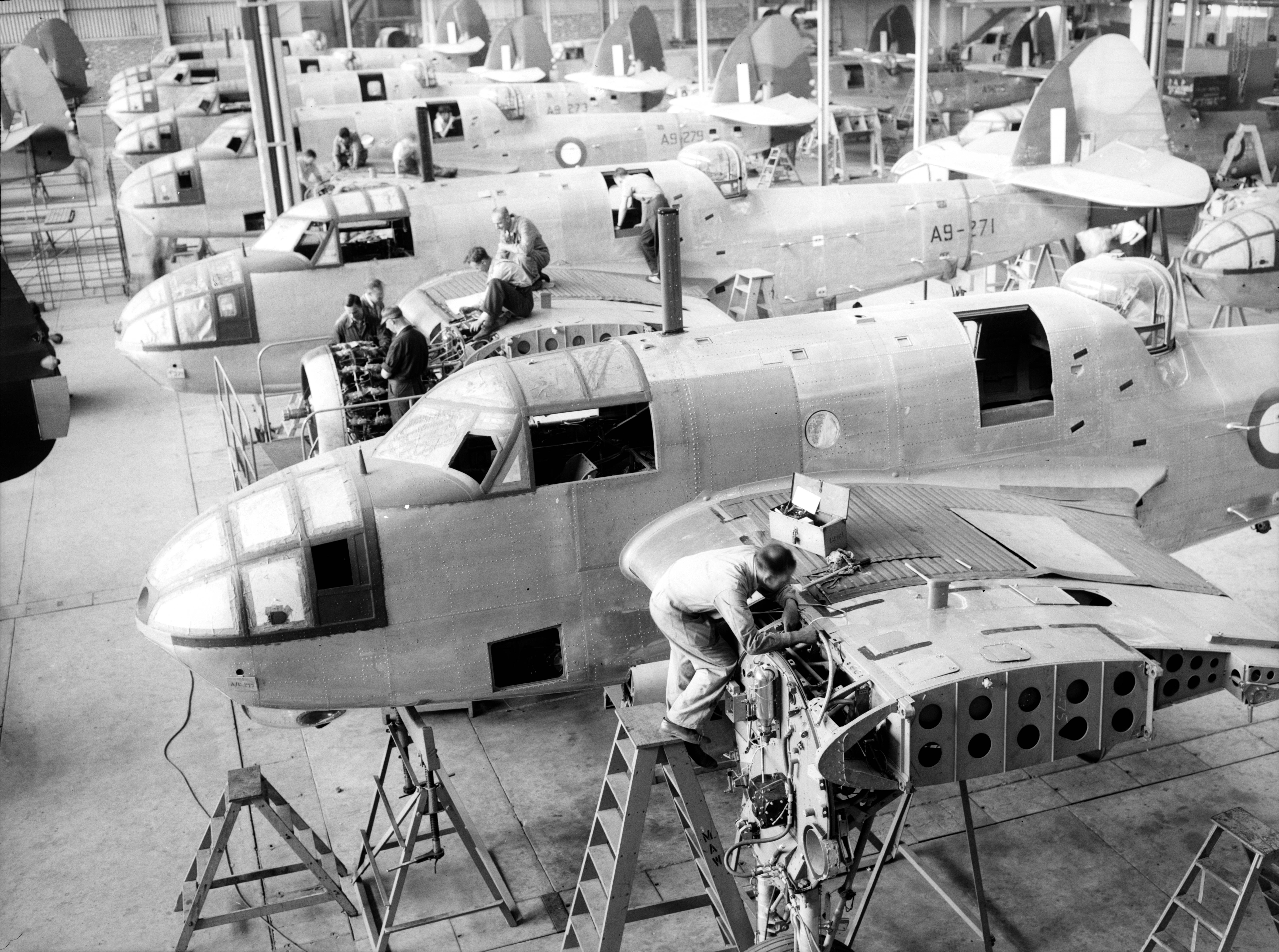
Flygplanstillverkning i Australien 1943. Lägg märke till de cirkulära hålen i vingribborna.

Lättningshål används ofta inom flygindustrin. Detta gör att ett flygplan kan vara så lätt som möjligt, samtidigt som strukturen bibehåller hållfastheten och luftvärdigheten.  

### Motorsport

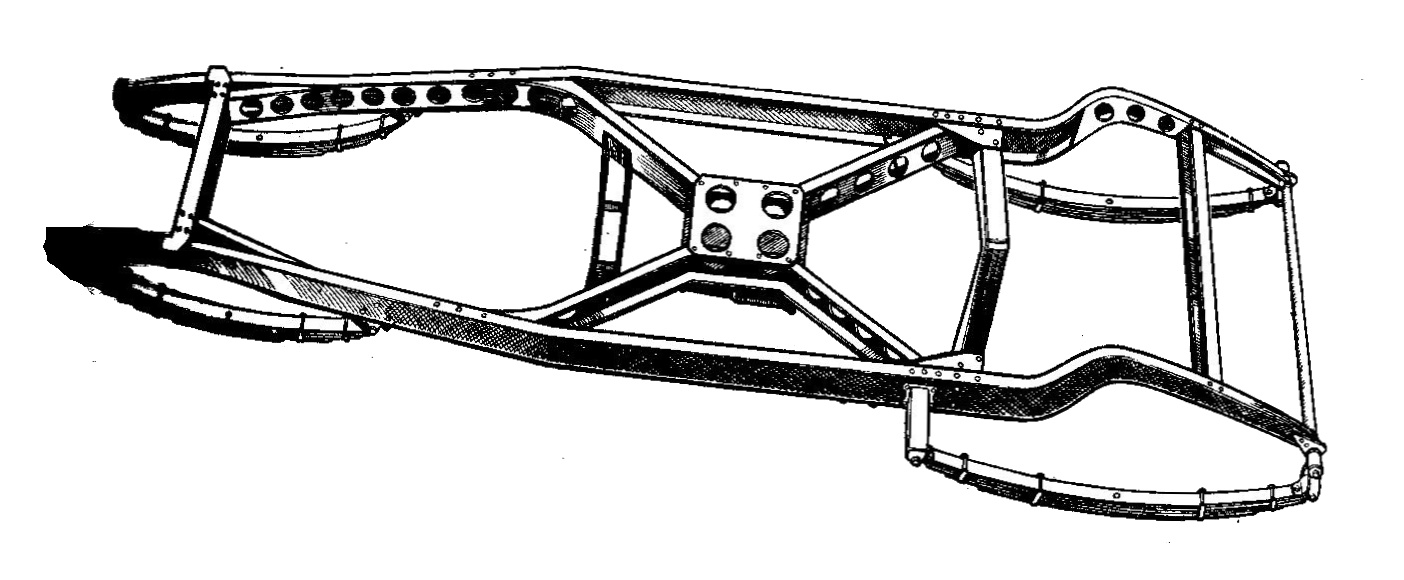
Bilchassi med lättningshål, cirka 1935.

Att borra hål i komponenter har varit ett vanligt inslag i motorsport sedan 1920-talet. Chassidelar, fjädringskomponenter, motorhus och till och med vevstakar kan borras med en mängd olika hål, ibland med diametrar nästan lika stora som komponenten.

### Arkitektur

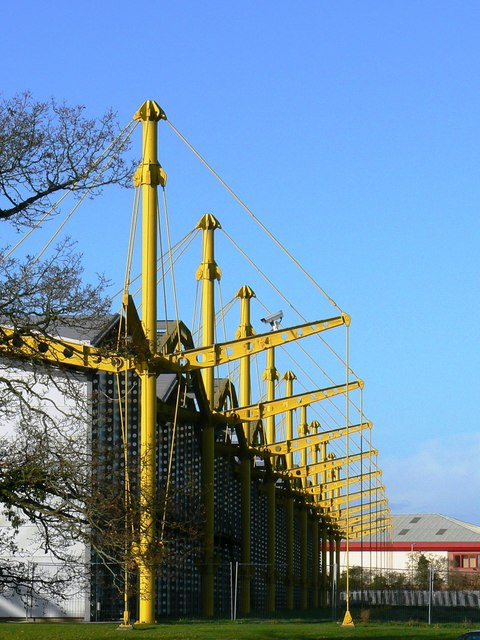
Renault Centre i Swindon, Storbritannien, uppfört 1982

Lättningshål har använts i flera olika arkitekturdesigner. 